# Trugschluss der Komposition
Trugschluss der Komposition (auch Trugschluss der Verallgemeinerung, lateinisch fallacia compositionis) bezeichnet in der traditionellen Logik den falschen Schluss von den Einzelteilen auf das Ganze. Beispiel: „Atome sind farblos. Diese Rose besteht aus Atomen. Also ist diese Rose farblos.“
Selbst wenn sich die Aussage in den Prämissen auf jedes einzelne Element einer Gesamtheit bezieht, ist die Schlussfolgerung der Aussage auf die Gesamtheit selbst oft unzulässig.
Der gegensätzliche Begriff, der falsche Schluss vom Ganzen auf seine Teile, heißt Trugschluss der Division.
Sinnverwandt mit diesem Trugschluss ist der logische Fehler Sensus compositi et divisi.

## Beispiele
- Jede dieser Blumen ist wunderschön. Zusammen ergeben sie einen wunderschönen Strauß.[1]
- Die bestmögliche Fußballmannschaft besteht aus den elf besten Einzelspielern.[1]
- Natrium ist giftig, Chlor ist giftig, deshalb ist Natriumchlorid giftig.[1]

## Gegenbeispiele
Der Schluss vom Einzelnen auf das Ganze ist nicht immer unzulässig, sondern kann von Fall zu Fall auch richtig sein.
- Ziegelsteine sind rot. Die Mauer besteht aus Ziegelsteinen. Also ist die Mauer rot.

- Atome haben Masse. Die Münze besteht aus Atomen. Also hat die Münze Masse.[2]

Doch letztlich zeigen auch die Gegenbeispiele, dass der Schluss vom Einzelnen auf das Ganze keinen argumentativen Wert hat. Er kann stimmen, muss aber nicht.